# Cerithiopsis aimen
Cerithiopsis aimen là một loài ốc biển rất nhỏ, là động vật thân mềm chân bụng sống ở biển trong họ Cerithiopsidae. Loài này được Emilio Rolán và José Espinosa mô tả vào năm 1996.

## Miêu tả
Chiều dài tối đa của vỏ ốc được ghi nhận là 3,2 mm.

## Môi trường sống
Độ sâu tối thiểu được ghi nhận là 23 m. Độ sâu tối đa được ghi nhận là 42 m.